# کلت کبرا
کلت کبرا (به انگلیسی: Colt Cobra) یک هفت‌تیر سبک با بدنه آلومینیوی ساخت شرکت تولیدی کلت است. این اسلحه دارای سیلندر شش تیر است که فشنگهای ۰٫۳۸ اسپشیال یا ۰٫۳۲ کلت را شلیک می‌کند و از سال ۱۹۵۰ تا ۱۹۸۱ به فروش می‌رسید و مجدداً در سال ۲۰۱۷ در خط تولید قرار گرفت.